# Груневауд, Рон
Рон Груневауд (нидерл. Ron Groenewoud; род. 24 января 1937, Гротегаст, Гронинген) — нидерландский футболист и тренер.

## Карьера
Рон Груневауд начинал играть в футбол на позиции защитника в клубе «Велоситас 1897». Во время военной службы он стал спортивным инструктором, а затем получил диплом тренера в Центральном институте образования спортивных руководителей (CIOS) в Овервене. Тренерскую карьеру начал в качестве ассистента Дениса Невилла в «Спарте». Позже Рон работал тренером в клубе «Холланд Спорт» из Гааги, а в мае 1966 года был назначен главным тренером клуба «Херенвен», который на тот момент выступал во втором дивизионе Нидерландов.
В 1967 году Груневауд перешёл на работу в Футбольный союз Нидерландов, возглавив юношескую сборную Нидерландов для игроков в возрастной категории от 14 до 16 лет. Кроме этого он помогал Георгу Кеслеру в главной сборной Нидерландов. В апреле 1968 года сборная до 16 лет провела первую игру под руководством Груневауда, уступив сверстникам из Западной Германии. В том же месяце он руководил второй сборной страны в товарищеском матче с Люксембургом.
В феврале 1970 года было объявлено, что летом Рон возглавит клуб ГВАВ. В дебютном сезоне его команда заняла второе место в первом дивизионе и вышла в высший, однако со следующего года клуб стал выступать под названием «Гронинген», тогда как ГВАВ продолжил существовать как любительская команда. В первом сезоне «Гронинген» финишировал на 12-й позиции, а два сезона спустя покинул высший дивизион, заняв последнее место в чемпионате. В турнире первого дивизиона клуб занял второе место, однако по итогам стыковых матчей «Гронинген» не смог вернуться в высший дивизион.
В феврале 1975 года Груневауд заявил о намерении покинуть команду, а в марте появилась информация, что тренер ведёт переговоры с бельгийским клубом «Мехелен». Тем не менее Рон остался в Нидерландах и стал помощником Георга Кнобела в сборной Нидерландов. Позже Груневауд работал с женской национальной сборной, а также более десяти лет возглавлял сборную страны по мини-футболу, с которой выиграл серебро на чемпионате мира 1989 года. В 1997 году вышел на пенсию.

## Тренерская клубная статистика
| Клуб      | Период работы              | Показатели | Показатели | Показатели | Показатели | Показатели |
| Клуб      | Период работы              | М          | В          | Н          | П          | % побед    |
| --------- | -------------------------- | ---------- | ---------- | ---------- | ---------- | ---------- |
| Херенвен  | 1 июля 1965 — 30 июня 1966 | 44         | 12         | 7          | 25         | 27,2       |
| ГВАВ      | 1 июля 1970 — 30 июня 1971 | 34         | 19         | 11         | 4          | 55,8       |
| Гронинген | 1 июля 1971 — 30 июня 1975 | 153        | 51         | 38         | 64         | 33,3       |
| Итого     | Итого                      | 231        | 82         | 56         | 93         | 35,4       |